# Antoine Mourre
Justin Louis Antoine Vital Mourre, né le 26 septembre 1888 à Menton (Alpes-Maritimes) et mort le 8 octobre 1953 à Givry (Yonne), est un pilote et un constructeur automobile et un acteur et réalisateur français.

## Biographie
En 1920, Marcel Violet invente la Weler Violet Major, un cyclecar à moteur deux temps bicylindre de 1,1 L. Ce véhicule permet à Mourre, sous licence Violet pour les moteurs dont la fabrication fut confiée à SICAM, de produire en nom propre cette fois un engin quasi similaire durant plus de deux années, avec un capot en aluminium, une carrosserie en acajou, et des ailes en acier, qui fut aussi utilisé en compétition.
Personnellement sixième du Grand Prix de l'U.M.F. en 1920 sur cyclecar Major (de), Mourre rachète Major et ses propres cyclecars désormais participent au Grand Prix de l'U.M.F. en 1921 avec Violet deuxième et Vial non classé (Mourre lui-même devant abandonner), puis à la première édition du Bol d'or automobile en 1922, grâce à Celerier (pour 6 Mourre préinscrites).
Apparait enfin en 1923 une voiturette Mourre avec un moteur à quatre temps et quatre cylindres d'un litre de cylindrée de chez Fivet, type Torpédo pour 2 personnes.
Une fois son affaire liquidée (du fait de la faillite de SICAM, et du prix très élevé de ses productions), Mourre participe ensuite à sept épreuves du Championnat américain de course automobile en 1924, se classant notamment troisième au Altoona Speedway de Pennsylvanie en juin, derrière Jimmy Murphy et Fred Comer.
Parti avec le neuvième temps aux essais, il termine également neuvième des 500 miles d'Indianapolis 1924, avec sa Miller 122. Il ne parvient pas à se qualifier pour l'Indy 500 de l'année 1925, cette fois avec une Duesenberg puis avec une Fiat, lors des essais.

### Cinéma
Rentré en France à la fin des années 1920, il se tourne alors vers le cinématographe où il entame une carrière de scénariste puis de réalisateur, tournant notamment Ça aussi, c'est Paris ! en 1930 avec Henry Roussel, Maurice de Féraudy, Louise Lagrange, et Pierre Fresnay. 
Antoine Mourre avait travaillé dans les studios de Hollywood à l'époque du muet en interprétant « des rôles proches de la figuration ». Il réalise quelques films pendant les années 1930. Charles Ford le présente comme « un obscur faiseur ».

## Filmographie
- 1930 : Té ! Vé ! Olive ! (moyen métrage)
- 1930 : Ça aussi c'est Paris
- 1932 : Le Roi du camembert
- 1938 : Les Pauvres Gens d'après le roman de Victor Hugo.